# Кустовское сельское поселение
Кусто́вское се́льское поселе́ние — упразднённое муниципальное образование в Яковлевском районе Белгородской области.
Административный центр — село Кустовое.
19 апреля 2018 года упразднено при преобразовании Яковлевского района в городской округ.

## История
Кустовское сельское поселение образовано 20 декабря 2004 года в соответствии с Законом Белгородской области № 159.

## Население
| 2010  | 2011  | 2012  | 2013  | 2014  | 2015  | 2016  |
| ----- | ----- | ----- | ----- | ----- | ----- | ----- |
| 3039  | ↘3026 | ↘2979 | ↘2947 | ↘2894 | ↘2859 | ↘2824 |
| 2017  | 2018  |       |       |       |       |       |
| ↘2784 | ↘2721 |       |       |       |       |       |

## Состав сельского поселения
| № | Населённый пункт | Тип населённого пункта       | Население |
| - | ---------------- | ---------------------------- | --------- |
| 1 | Калинино         | село                         | ↗158      |
| 2 | Козычево         | село                         | ↘12       |
| 3 | Кустовое         | село, административный центр | ↗1679     |
| 4 | Серетино         | село                         | ↘1190     |